# فرانکن وسطی
فرانکن وسطی (به آلمانی: Middle Franconia) یک رگیرونگسبتسیرک در آلمان است که در بایرن واقع شده‌است.

## خصوصیات
فرانکن وسطی  ۱٬۷۱۴٬۴۵۳ نفر جمعیت دارد.